# Vaccinium minusculum
Vaccinium minusculum är en ljungväxtart som beskrevs av Herman Otto Sleumer. Vaccinium minusculum ingår i Blåbärssläktet, och familjen ljungväxter. Inga underarter finns listade i Catalogue of Life.